# Ruschia cradockensis
Ruschia cradockensis är en isörtsväxtart. Ruschia cradockensis ingår i släktet Ruschia och familjen isörtsväxter.

## Underarter
Arten delas in i följande underarter:
- R. c. cradockensis
- R. c. triticiformis